# ستاغونوبليورا
ستاغونوبليورا (الاسم العلمي: Stagonopleura) هو جنس من الطيور الصغيرة التي تأكل البذور في فصيلة شمعية المنقار المستوطنة في أستراليا. الأنواع متشابهة في المظهر، مع منقار أحمر قصيرة وأجزاء علوية بنية وصدمات حمراء وغطاء علوي وأجزاء سفلية منقطة. يشير الاسم غير الرسمي أظافر النار إلى اللون القرمزي الغني عند الردف وهي سمة بارزة للجنس.